# هری دبایکی
هری دبایکی (انگلیسی: Harry DeBaecke؛ ۹ ژوئن ۱۸۷۹ – ۶ نوامبر ۱۹۶۱) قایقران روئینگ اهل ایالات متحده آمریکا بود.